# Palazzo dei Catellini da Castiglione
Il palazzo dei Catellini da Castiglione è stato un edificio civile del centro storico di Firenze, situato in via San Miniato tra le Torri angolo via dei Cavalieri, e inglobato oggi nel fabbricato del palazzo delle Giubbe Rosse, di cui rappresenta oggi il prospetto posteriore.

## Storia e descrizione

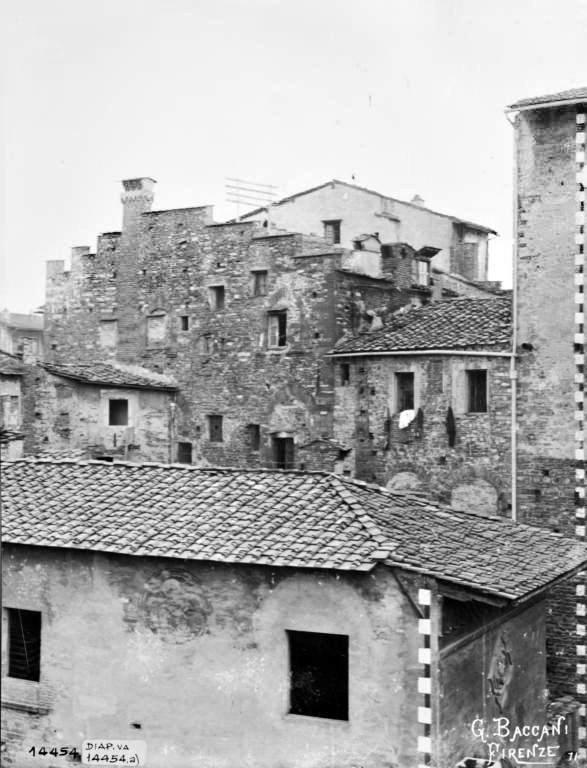
La merlatura superstite di palazzo Catellini su via dei cavalieri, prima delle demolizioni e dei restauri. In basso si vede un fianco della Residenza dell'Arte dei Linaioli e Rigattieri

Il palazzo era la residenza principale della famiglia dei Catellini da Castiglione, una famiglia nobiliare originaria di Cercina, nonché centro della sua consorteria. Essi si erano inurbati stabilendosi inizialmente nella zona di San Ruffillo, spostandosi nel popolo di Sant'Andrea a inizio del Trecento. In questo loro palazzo nacque, secondo tradizione, Francesco Dante da Castiglione. 
L'edificio si trova al limite della zona demolita nel corso dell'intervento di "risanamento" del Mercato Vecchio (1885-1895). Walther Limburger (1910) lo indica come del Due o Trecento, restaurato alla fine dell'Ottocento, in concomitanza con i lavori ai nuovi palazzi circostanti, nell'ambito dei quali "si spostano i piani e si modificano le proporzioni delle finestre in guisa che anche di questa bella costruzione non avremo che un ricordo approssimativo". Il palazzo venne liberato sull'angolo che dà verso via Pellicceria da un alto edificio, rivelando un portalino poi ridecorato con una ghiera appuntita, che ancora oggi si vede. Venne invece abbattuto un avancorpo su sporti e ripristinate le antiche finestre.

## Descrizione

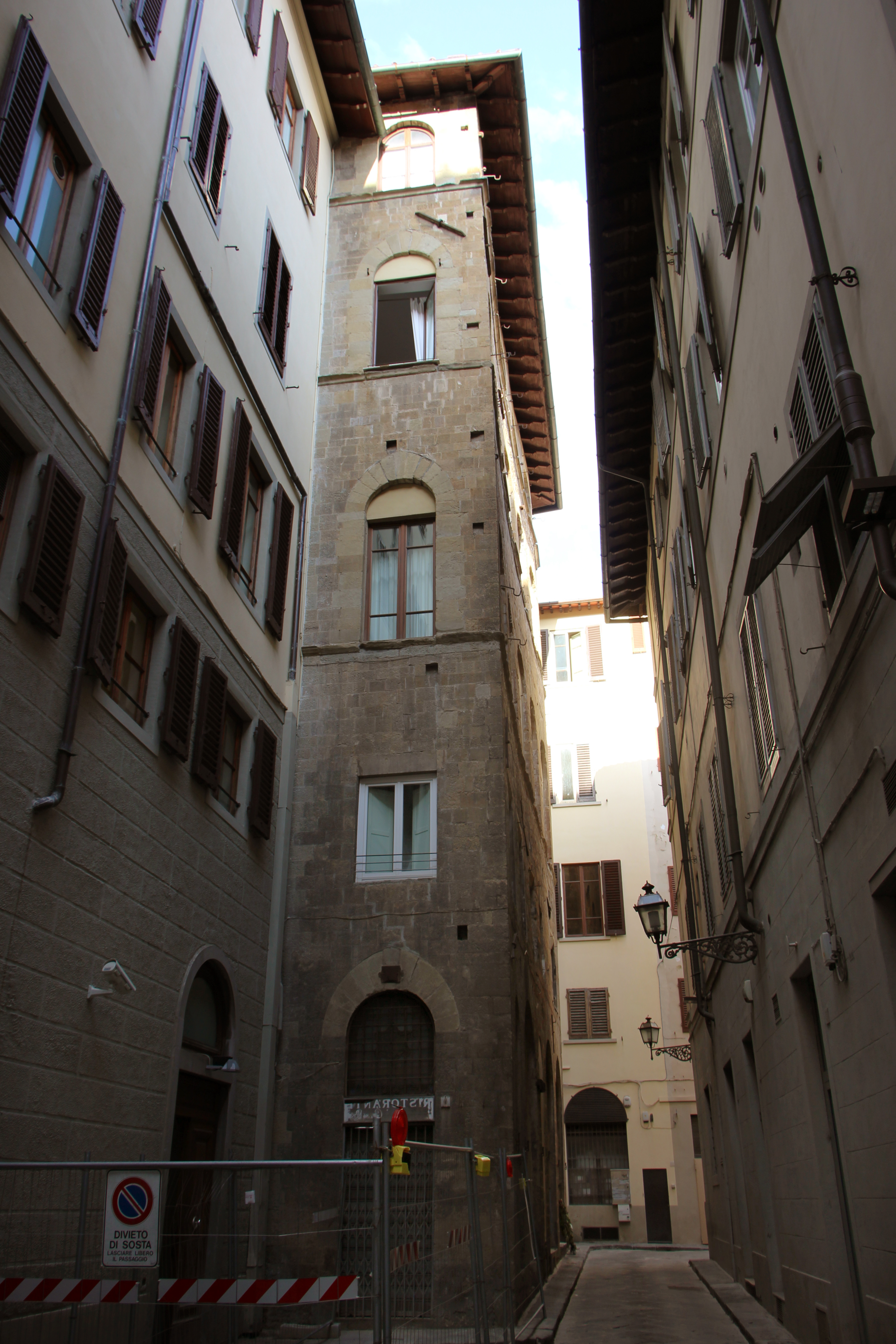
Lato su via San Miniato tra le Torri

Il palazzo un tempo torreggiava sugli edifici circostanti, con una merlatura digradante (oggi scomparsa), visibile sia da Orsanmichele che dalla retrostante piazza degli Amieri, dove i Catellini possedevano alcuni edifici in cui era presente anche la famosa Osteria di Sant'Andrea, citata in alcuni componimenti poetici faceti del Seicento. Se il retro era soffocato da questi piccoli edifici, la facciata si trovava e si trova ancora oggi su via San Miniato tra le Torri, con cantonata sulla via dei Cavalieri.
Il palazzo si presenta con caratteri sostanzialmente riferibili al Trecento, periodo nel quale in effetti venne edificato riunendo precedenti case e torri che insistevano nella zona. Presenta sulle cantonate solide bozze regolari in pietraforte, mentre il resto del paramento è costituito dal bugnato liscio sulla facciata e dal consueto filaretto a vista di lato. Ai piani superiori si aprono tre assi di finestre ad arco ribassato, successivamente in parte tamponate per la riconfigurazione del disegno delle aperture di forma rettangolare. Al piano terra i tre portali ad arco ribassato si alternavano a strette porticine, secondo una configurazione tipica dell'epoca medievale: le prime erano destinate a botteghe e opifici, mentre le seconde portavano alle strette scale per i piani superiori. Oggi tutte queste aperture sono tamponate, e sostituite da alcune prese d'aria dei vani delle cucine e dei magazzini dei caffè di piazza della Repubblica. Da segnalare anche la presenza di vari ferri da facciata. Sulla cantonata con via dei Cavalieri esisteva un'arme dei Catellini da Castiglione, dispersa durante le demolizioni. Su via dei Cavalieri inoltre si trovavano aperture a diversi piani, nate per comunicare tramite cavalcavia in muratura o ponteggi in legname con altre case circostanti della stessa famiglia o della consorteria
Negli interni esistevano numerosi elementi (architravi in pietra serena, un camino e una lavabo, scolpiti con stemmi, ovoli e dentelli) per lo più risalenti al Quattrocento, documentati da una campagna fotografica. Come era stabilito dal Comune nel caso di edifici privati, questi "pietrami" venivano riconsegnati ai proprietari, e da allora se ne sono perse le tracce. Una mostra camino si trova oggi tuttavia nel palagio di Parte Guelfa.

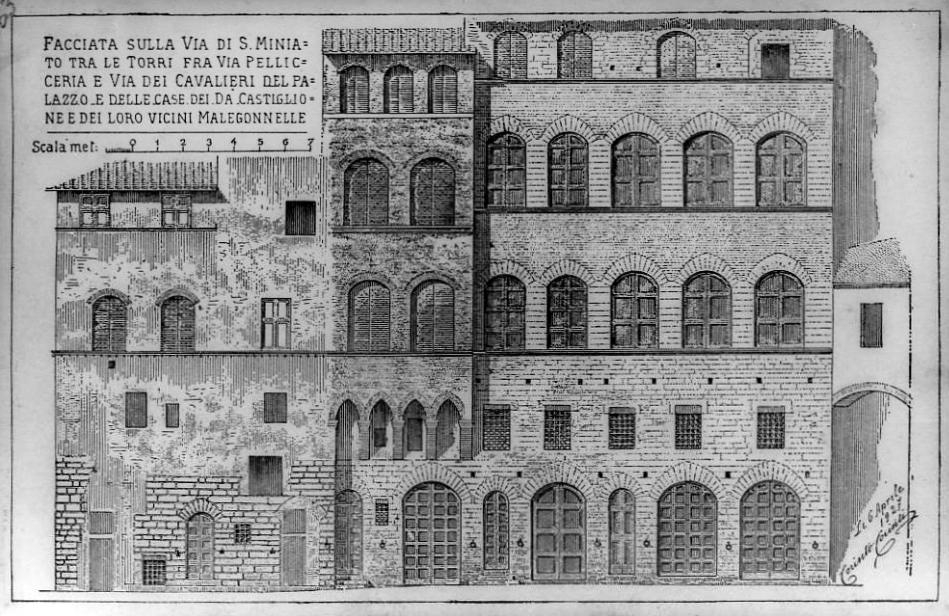
Rilievo di Corinto Corinti sul palazzo e gli altri edifici su via di San Miniato tra le Torri
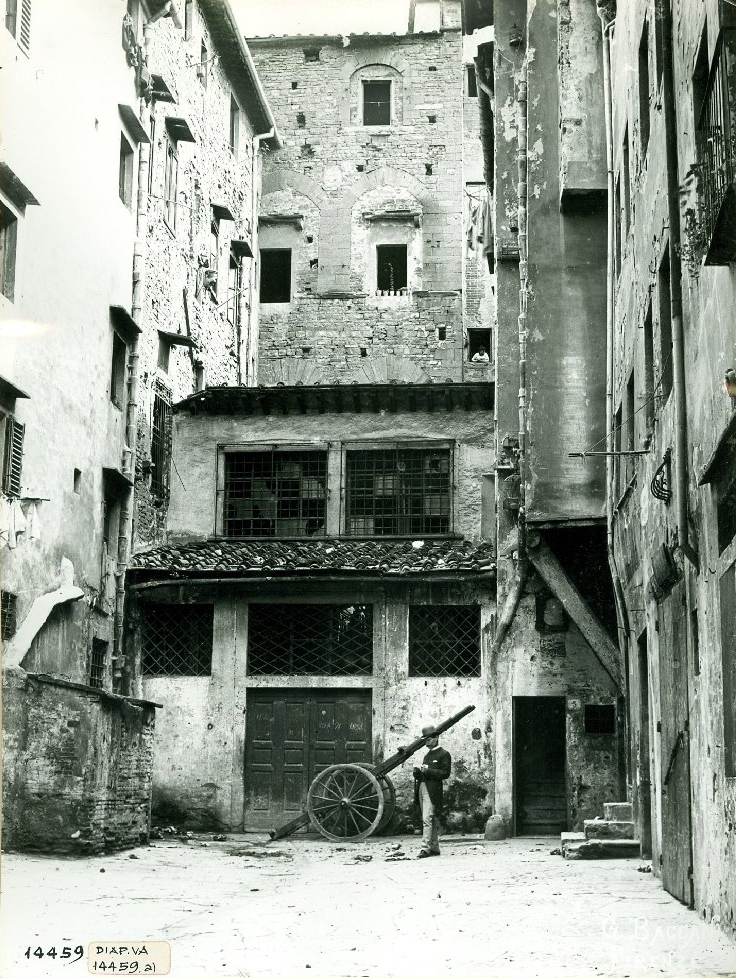
Il retro del palazzo su piazza degli Amieri. Alla base si trova l'antica Osteria di Sant'Andrea
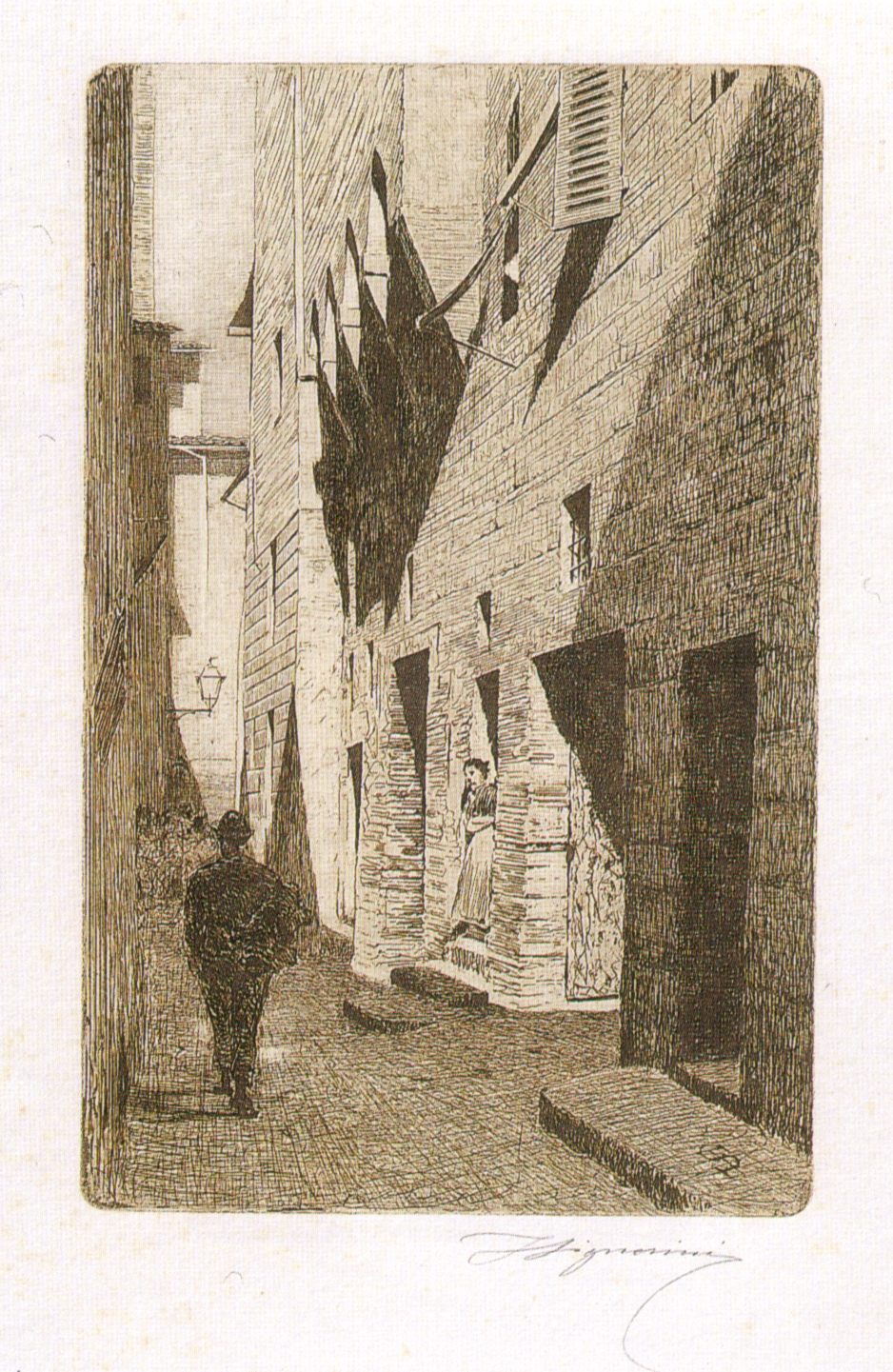
Veduta del piano terreno del palazzo prima degli "abbellimenti" in un'acquaforte di Telemaco Signorini
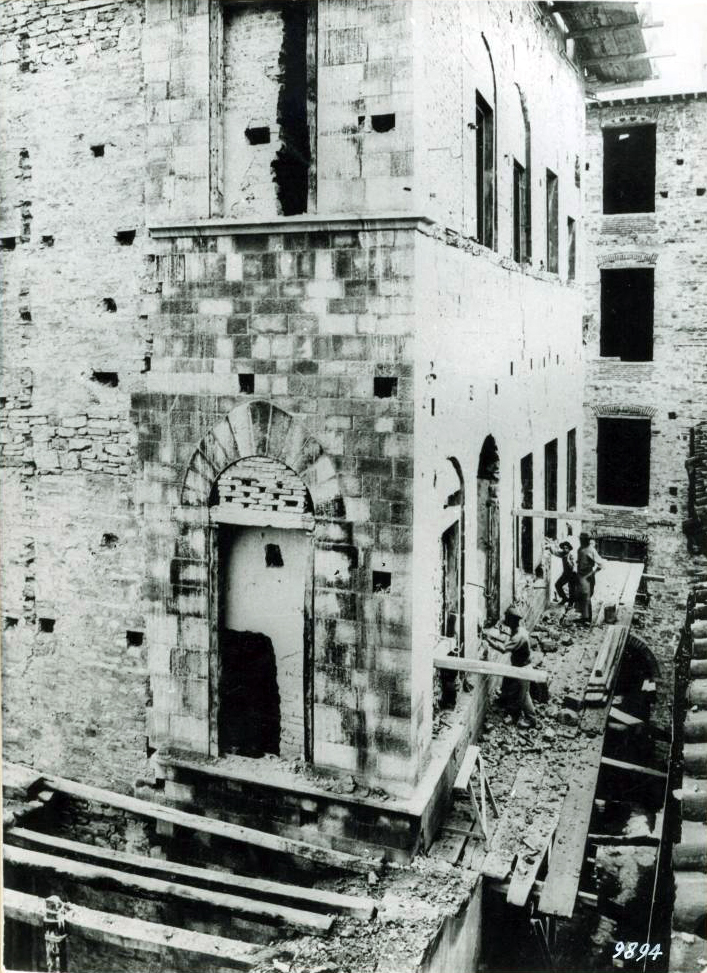
I lavori di ristrutturazione del palazzo
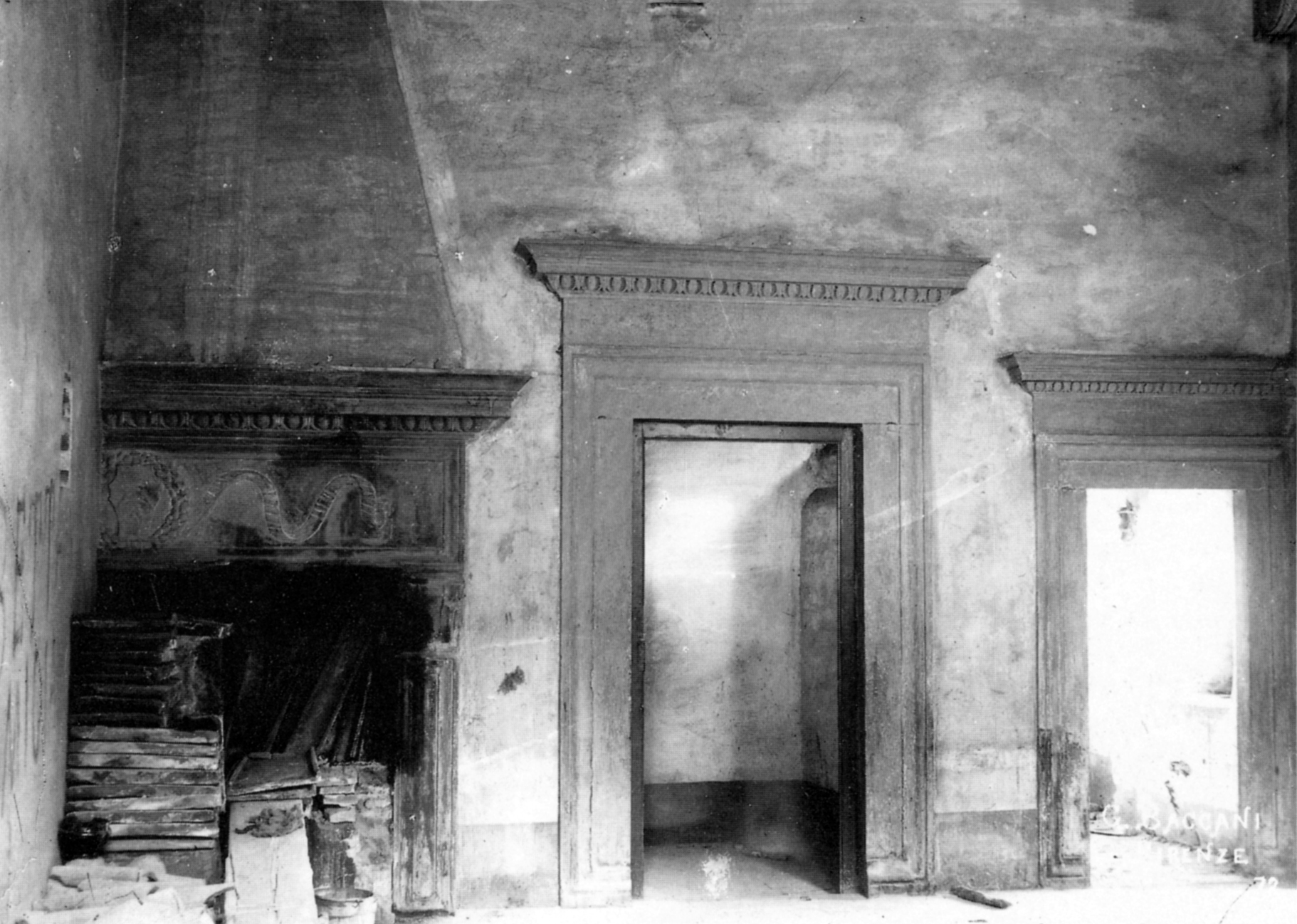
Una stanza interna con elementi lapidei del XV secolo